# Sarzedo (Arganil)
Sarzedo é uma povoação portuguesa sede da Freguesia de Sarzedo do Município de Arganil, freguesia com 11,56 km² de área e 636 habitantes (censo de 2021), tendo, por isso, uma densidade populacional de 55 hab./km².
A freguesia é limitada, a sul, pela sede do município de Arganil, a norte, pela Freguesia de Carapinha e pelo Município de Tábua, a este, pela Freguesia de Secarias e, a oeste, pela Freguesia de São Martinho da Cortiça.
A antiga freguesia de São João Baptista de Sarzedo foi curato da apresentação do vigário da freguesia, no termo da vila do mesmo nome. Em 1868 foi o 1º viscondado de Sarzedo na pessoa de António Ribeiro de Carvalho A. Pessoa de Amorim Pacheco. Sarzedo pertenceu à comarca de Seia em 1839 e em 1852 à de Arganil.
Esta freguesia possui vários locais de interesse como uma Igreja Matriz, um Parque de Campismo e uma praia fluvial existente no Rio Alva, bem como um miradouro com uma excelente paisagem.

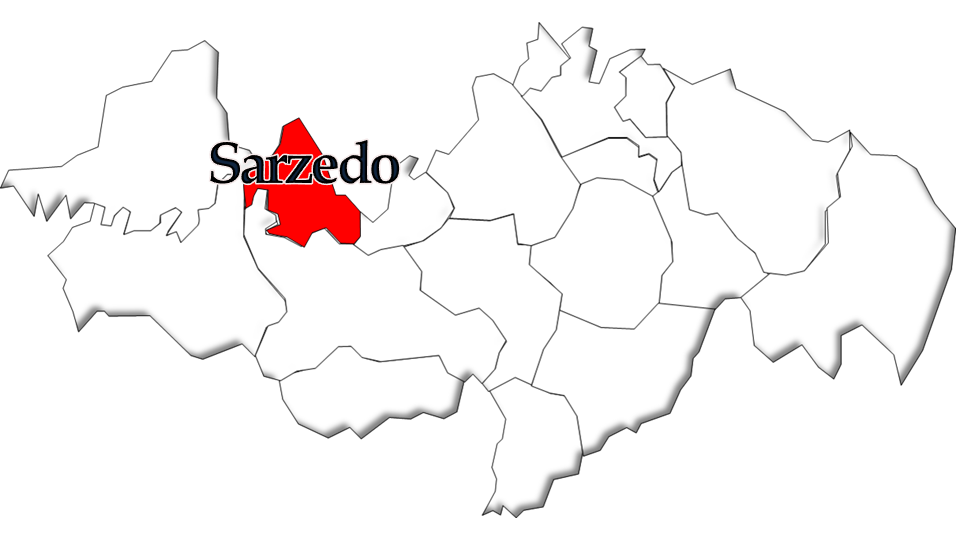
Localização da freguesia no Município de Arganil

## Demografia
A população registada nos censos foi:
| Distribuição da População por Grupos Etários | Distribuição da População por Grupos Etários | Distribuição da População por Grupos Etários | Distribuição da População por Grupos Etários | Distribuição da População por Grupos Etários |
| -------------------------------------------- | -------------------------------------------- | -------------------------------------------- | -------------------------------------------- | -------------------------------------------- |
| Ano                                          | 0-14 Anos                                    | 15-24 Anos                                   | 25-64 Anos                                   | > 65 Anos                                    |
| 2001                                         | 120                                          | 93                                           | 352                                          | 166                                          |
| 2011                                         | 86                                           | 85                                           | 316                                          | 198                                          |
| 2021                                         | 71                                           | 58                                           | 307                                          | 200                                          |

## Património
- Casas dos Amorins e das Cruzes
- Cruzeiro
- Miradouros do Canto e da Costa da Brulha
- Trecho do rio Alva e praia fluvial